# Buvée
Buvée, dit aussi Buvée l'Américain ou encore Buvée l'Amériquain, est un illustrateur français du XVIIIe siècle.

## Biographie
Actif au milieu du XVIIIe siècle, la vie de  Buvée est peu renseignée,. Son surnom laisse penser qu'il aurait voyagé aux Amériques et notamment à Cayenne.
Il est connu pour avoir réalisé les illustrations de l’Histoire naturelle générale et particulière de Buffon (1758) et Figures pour l'histoire des quadrupèdes, de Buffon (6 vol : 1749-1767), avec Jacques de Sève, que d'autres, en particulier Louis-Simon Lempereur, se chargeaient de graver. Il a surtout produit des croquis à partir des dissections anatomiques de Daubenton.

Illustrations de l'Histoire naturelle de Buffon
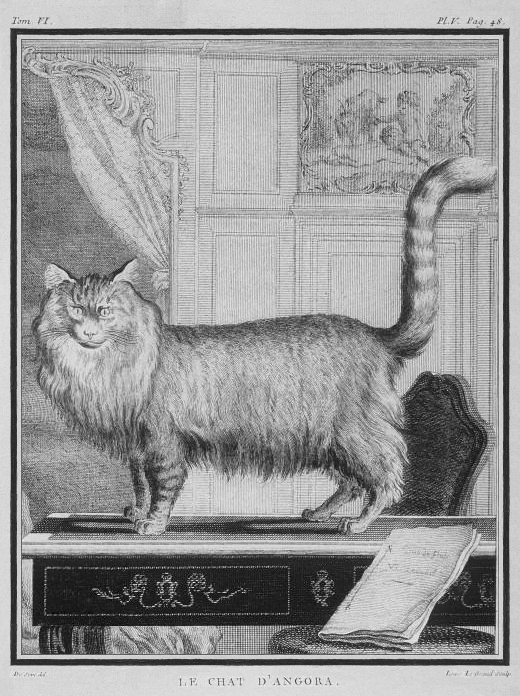
Le Chat d'Angora (t. VI).
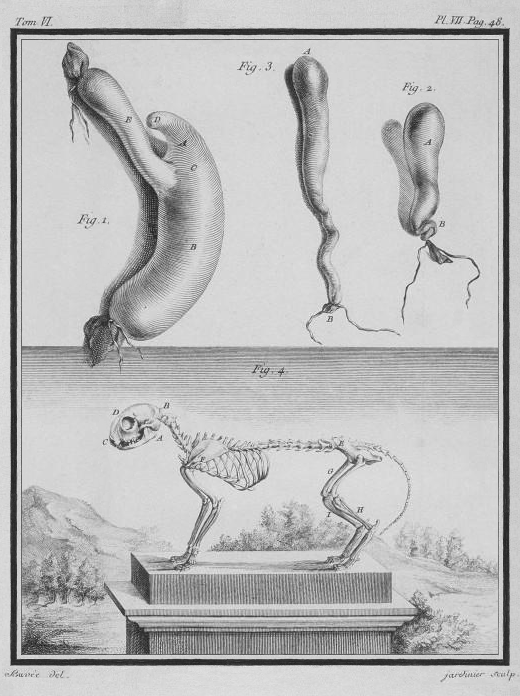
Le Chat, organes et squelette (t. VI).
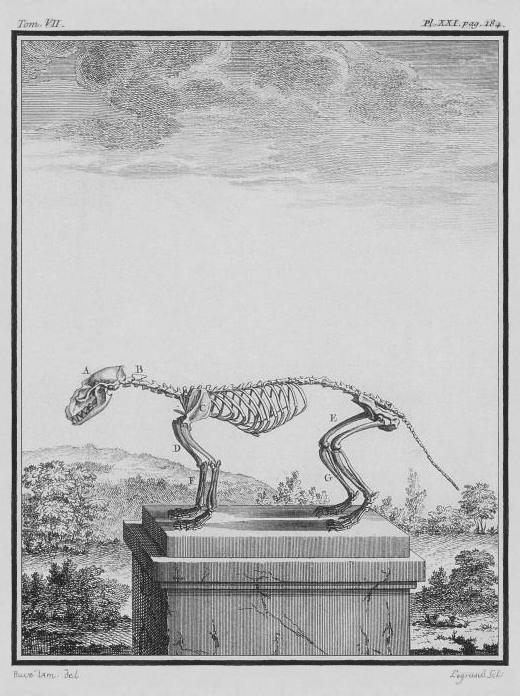
Fouine, Squelette (t. VII).
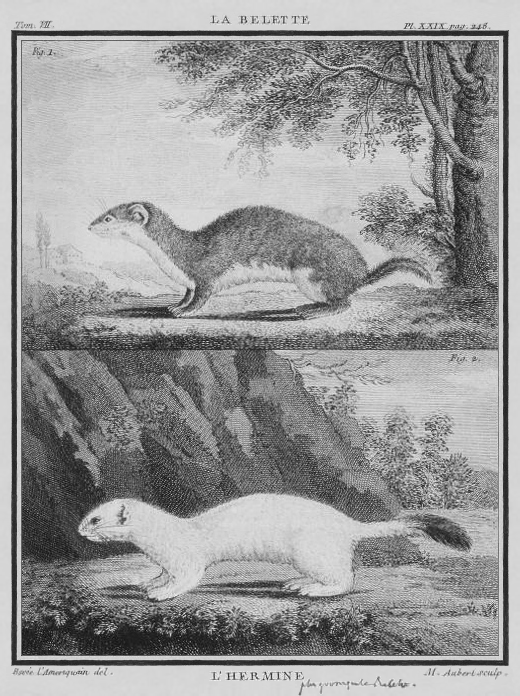
La Belette et l'Hermine (t. VII).

## Conservation
Le département des estampes de la Bibliothèque nationale de France conserve quatre grands volumes sous le titre Recueil des dessins originaux de De Sève et de Buvée pour les quadrupèdes. En regard de chaque dessins, se trouve une épreuve de la gravure correspondante.